# Widin
Widin est le nom du dernier chef attesté des Ostrogoths survivants en Italie. Dirigeant les dernières bandes gothiques, il se révolte à la fin des années 550 avec une aide militaire minimale composée de Francs et d'Alamans. Ces derniers ne profiteront du désordre que pour saccager et piller jusque dans le sud de l'Italie.
Le soulèvement est sans conséquences : les Ostrogoths se soulèvent à Vérone et à Brescia mais la révolte prend rapidement fin avec la capture de son chef, en 561. Widin est finalement conduit à Constantinople pour y être exécuté.
Une minorité d'Ostrogoths, soumise aux Byzantins et convertie au catholicisme, survit à Ravenne, ainsi qu'une communauté qui survivra un temps près de Naples, à Sant'Agata dei Goti.

## Source primaire
- Paul Diacre, Histoire des Lombards, II (lire en ligne)